# Cyclophora benjamini
Cyclophora benjamini là một loài bướm đêm trong họ Geometridae.